# Автошлях Т 1606
Автошля́х Т 1606 — автомобільний шлях територіального значення в Одеській області. Проходить територією Болградського та Ізмаїльського районів через Виноградівку (пункт контролю) — Болград до перетину з E87. Загальна довжина — 48,8 км.

## Маршрут
Автошлях проходить через такі населені пункти:
| Автошлях Т 1606               |              |
| Одеська область               |              |
| Болградський район            |              |
| Виноградівка (пункт контролю) |              |
| Болград                       | Т 1608Т 1631 |
| Каракурт                      |              |
| Василівка                     |              |
| Баннівка                      |              |
| Ізмаїльський район            |              |
|                               | E87М15       |